# Крістіан Сабо
Крістіан Сабо (угор. Szabó Krisztián; нар. 21 червня 1989, Секешфегервар) – угорський шахіст, гросмейстер від 2010 року.

## Шахова кар'єра
Неодноразово брав участь у фіналі чемпіонату Угорщини в різних вікових категоріях, досягнувши успіхів, зокрема, в таких роках: 1999 (Пакш, 1-ше місце в групі до 10 років), 2004 (Будапешт, 2-ге місце в групі до 20 років), 2005 (Балатонлелле, поділив 1-3-тє місце в групі до 16 років) та 2006 (Балатонлелле, поділив 1-2-ге місце в групі до 18 років). Був також багаторазовим представником країни на чемпіонатах світу та Європи серед юніорів, найкращі результати показавши у таких роках: 2001 (Орпеза, поділив 2-9-те місце в групі до 12 років) та 2005 (Бельфор, 6-те місце в групі до 16 років). Двічі виступив у складі національної збірної на командному чемпіонаті Європи, вигравши золоту (2007) і срібну (2006) медалі.
Гросмейстерські норми виконав у роках: 2009 (Будапешт, 1-ше місце на турнірі First Saturday, FS06 GM) і 2010 (під час командного чемпіонату Угорщини 2009/10 і на турнірі Каппель-ла-Гранд).
Досягнув низки успіхів на інших турнірах, зокрема:
- посів 1-ше місце в Будапешті (2003, турнір First Saturday FS11 ЇМ)
- посів 2-ге місце в Будапешті (2004, турнір First Saturday FS12 GM, позаду Нгуєн Нгок Чионг Шона),
- поділив 1-ше місце в Балатонлелле (2006, разом з Ласло Гондою),
- посів 1-ше місце в Будапешті, (2007, турнір First Saturday FS10 GM),
- поділив 1-ше місце в Оберварті (2008, разом із зокрема, Младеном Палацом, Імре Херою і Робертом Рабігою)[4],
- поділив 2-ге місце в Пакші (2009, позаду Аттіли Гроспетера, разом з Владиславом Неведничим).
- посів 2-ге місце в Будапешті, (2009, турнір First Saturday FS09 GM, позаду Денеша Бороша).

Найвищий рейтинг Ело в кар'єрі мав станом на 1 листопада 2011 року, досягнувши 2548 очок займав тоді 18-те місце серед угорських шахістів.